# Briseis (perfumes)
Briseis, S.A. es una empresa dedicada a los productos de higiene personal radicada en Benahadux, provincia de Almería, Andalucía, España. Su oficina de contacto se halla en Humanes de Madrid, Madrid.
Briseis fabrica y distribuye productos de higiene y cuidado personal, como desodorantes, geles colonias, champús, y de perfumería. Entre sus marcas destacan Tulipán Negro, líder del sector en los últimos treinta años, Galán de Noche, Heno Briseis, Autolift, Firdrak, Farina, Ragatza, Bel Air, Clear Water, Claire, Inquietude, Bel Amour, Iles de Reve o Cruise.

## Historia
Briseis se constituyó en el año 1948 como sociedad de mano de Antonio López Jiménez, manteniendo su estructura familiar y nacionalidad española de su accionariado. Había iniciado sus actividades en 1932 en un pequeño local alquilado, con la fabricación de colonias de tipo floral, Galán de Noche o Heno Briseis.
La actividad se amplía desde 1940 y se abre otra pequeña fábrica en Málaga, fabricando para otras empresas. Hacia 1945, se construyó una fábrica de gran extensión en la capital almeriense, en la plaza de Barcelona, muy cercana a la estación ferroviaria. Se comienza la extracción de aceites esenciales de limón, de los que fueron pioneros. En 1960 lanza al mercado el desodorante en barra Tulipán Negro.
La expansión nacional de la empresa se produce con la apertura de varias fábricas en España y de la nueva fábrica en Benahadux (Almería), en 1987, con una superficie de más de 30.000 m².
La fábrica sufrió una explosión el 6 de septiembre de 2007, a consecuencia de la cual fallecieron dos trabajadoras y otros diez empleados resultaron heridos. El administrador de la empresa y el jefe de fábrica y responsable de mantenimiento aceptan su responsabilidad parcial.
La empresa inicia la contratación de personal para el relanzamiento de sus actividades tras la explosión del año 2007. Recibe un préstamo de 12 millones de euros de la entidad Cajamar.
La fábrica abre de nuevo en 2010. Tras una inversión de 20 millones de euros, Briseis produce más de 150.000 unidades de producto al día, con una facturación anual de unos 12 millones de euros. El 85% de su producción se vende en España y el resto en países como Suecia, Marruecos, Andorra y Bélgica.
Briseis financia la construcción de una glorieta para el acceso a sus instalaciones en la carretera CN340a con su intersección con la Carretera Provincial AL-3101, tras acuerdo con la Diputación Provincial de Almería.